# Seznam ztužených vzducholodí
V tomto seznamu jsou uvedeny ztužené vzducholodi, vyrobené v jednotlivých zemích. Výjimku tvoří vzducholodi Zeppelin, jejichž seznam je uveden samostatně.

## Německo

### Schütte-Lanz
Vyrobeno 22 vzducholodí a 5 projektů. Seznam v článku Schütte-Lanz.

### Zeppelin
Postaveno 119 vzducholodí a 12 dalších projektováno. Kompletní seznam v článku Seznam zepelínů. Zde je jen výběr těch nejvýznamnějších nebo těch, které byly vyvezeny do jiné země.
- LZ 11 „Viktoria Luise“ (1912–1915)
- LZ 114 (1920–1923) ve Francii pojmenována „Dixmude“
- LZ 120 „Bodensee“ (1919–1928), v Itálii pojmenována „Esperia“
- LZ 121 „Nordstern“ (1920–1926), ve Francii pojmenována „Méditerranée“
- LZ 126, (1924–1939) postavena pro USA, tam pojmenována jako ZR-3 „USS Los Angeles“
- LZ 127 „Graf Zeppelin“ (1928–1940)
- LZ 128 (jen projekt, nebyla postavena)
- LZ 129 „Hindenburg“ (1936–1937) – slavná katastrofa
- LZ 130 „Graf Zeppelin II“ (1938–1940) – sesterská loď Hindenburgu

### Další
- Celokovová (včetně obalu) vzducholoď Davida Schwarze (1897), první ztužená vzducholoď vůbec

## Francie
- Vzducholoď Joseph Spieß (1913)

## Velká Británie
- HMA 1 „The Mayfly“, také značena R 1, stavba začala 1909, první zkoušky 1911, žádný skutečný let, poškozena během zkoušek a později zrušena
- HMA 9 přímý následník HMA 1, první let 27. listopadu 1916 (první let anglické ztužené vzducholodi) celkem nalétáno 198 hodin 16 minut, 33 hodin kotvení.
- HMA 23 let do Indie 15. října 1917 Nalétáno: 8426 mil za 321 h 30 min, zrušena v září 1919
- HMA 24 Sesterská loď HMA 23, Nalétáno: 164 h 40 min, 4200 mil, zrušena a sešrotována v prosinci 1919
- HMA 25 Sesterská loď HMA 23, Nalétáno: 221 h 5 min, 5909 mil, zrušena v září 1919
- R 23 Postavena v září 1917, zrušena v září 1919
- R 24 vyřazena v prosinci 1919
- R 25 vyrobena v září 1919
- R 26 sesterská loď HMA 23, dostala nové označení „R“, zničena v roce 1919 na kotvišti větrným poryvem.
- R 27 (třída HMA-23X) Zařazena 29. července 1918, nalétáno: 89 h 40 min, 16. srpna 1918 zničena ohněm v hangáru společně s několika neztuženými vzducholoděmi. Při požáru zemřel i jeden člen personálu.
- R 28 (třída HMA-23X) nebyla postavena
- R 29 (třída HMA-23X) 3. až 4. července 1918 uskutečnila 32 hodinový let. 29. září 1918 se zúčastnila potopení jedné z německých ponorek. Nalétala 438 hodin, poslední let: 24. října 1919
- R 30 (třída HMA-23X) nebyla postavena
- R 31 (dřevěná kostra) Vzlétla 29. července 1918, nalétala 9 hodin, po 3. letu byla těžce poškozena během zatahování do hangáru, počátkem dalšího roku byla rozebrána a prodána na palivové dříví. (Kupující měl smůlu: důkladně impregnované dřevo kostry bylo prakticky nehořlavé), objem 42.400 m³, délka 185 m , průměr 19,7 m, 21 plynových komor, 6 (později 5) motorů Rolls-Royce po 190 kW, rychlost 105 km/h, užitečná zátěž: 16,5 t.
- R 32 (dřevěná kostra); sesterská loď R 31 typu SL-e (Schütte-Lanz)
- R 33 (kopie lodi Zeppelin LZ 76/L33); první let: 6. března 1919; létala často například 1. až 2. 7. 1919 31 hodinový let s kapelou na palubě nad pobřežím Anglie a Irska; mnoho dalších civilních letů, například 10.9. 1919 do Holandska s cestujícími a obsluhou jako reklama na civilní dopravu.
- R 34 (1919–1921) sesterská loď R33, dva přelety Atlantiku
- R 36, už nebyla nasazena do boje, měla pod trupem zavěšenu jedinou dlouhou kabinu a absolvovala jen jedinou plavbu po válce.
- R 37, nebyla dokončena (vizte R 38)
- R 38 (1921), postavena pro USA, přejmenována na ZR-2
- R 80 (1920–1925)
- R 100 (1929–1930), velká dopravní vzducholoď, dva přelety Atlantiku
- R 101 (1929–1930), velká dopravní vzducholoď, havarovala při prvním letu do Indie

## USA
- ZR-1 „USS Shenandoah“ (1923–1925)
- ZR-2 (1921), postavena ve Velké Británii jako R 38, nebyla nikdy dodána, havarovala během zkušebního letu
- ZR-3 „USS Los Angeles“ (1924–1939), Postavena v Německu jako LZ 126
- ZRS-4 „USS Akron“ (1931–1933)
- ZRS-5 „USS Macon“ (1933–1935)

- Stratellite (nepojmenována) – prototyp, zatím neletěla (stav 09/2005)

### Další
- Celokovová (včetně obalu) ZMC-2 USS „Metalclad“ (1929–1941), hliníkový obal udržoval tvar díky tlaku plnicího hélia (proto je většinou označována za neztuženou).